# Zahari Sirakov
Zahari Vasilev Sirakov (in bulgaro Захари Василев Сираков?; Sofia, 8 ottobre 1977) è un ex calciatore bulgaro, di ruolo difensore.

## Carriera

### Club
Dopo aver giocato con vari club, nel 2004 si trasferisce all'Amkar Perm'.

### Nazionale
Ha rappresentato la nazionale bulgara dal 1998.

## Palmarès

### Club

#### Competizioni nazionali
- Campionato bulgaro: 2

Levski Sofia: 1999-2000, 2000-2001
- Coppa di Bulgaria: 2

Levski Sofia: 1997-1998, 1999-2000